# Jeffrey Fisher
Pour les articles homonymes, voir Jeff Fisher et Fisher.
Jeffrey Fisher est un compositeur et musicien canadien qui a enregistré et tourné avec plusieurs artistes et groupes québécois, de Harmonium à Leonard Cohen en passant par Diane Dufresne.

## Carrière
Jeffrey Fisher a remplacé Serge Locat aux claviers au sein d'Harmonium en 1977 pour les derniers mois de la carrière du groupe. Puis en 1978, il retrouve Serge Fiori pour l'album Deux cents nuits à l'heure avec Richard Séguin. Il a aussi fait partie du groupe de jazz fusion québécois UZEB, comme musicien de tournée; toutefois il n'enregistra aucun album avec eux. Il tourne avec Diane Dufresne en Europe, il apparaît d'ailleurs sur les albums tirés des concerts à l'Olympia de Paris tous deux sortis en 1978. En 1982, on peut l'entendre sur l'album live de Carole Laure et son conjoint Lewis Furey au Théâtre de la Porte-Saint-Martin. Il collabore avec Carole encore pour deux autres albums, She Says Move On en 1991 et Sentiments naturels en 1997. En 1988, par l'entremise de Lewis Furey, Fisher rencontre Leonard Cohen pour lequel il joue sur une chanson, First We Take Manhattan de son album I'm Your Man. Puis il le rejoint à nouveau en 1992 pour l'album The Future. Il a aussi assisté en tournée Jean-Pierre Ferland et Céline Dion, entre autres. 
Plus récemment, il est compositeur spécialisé dans les bandes sonores pour la télévision. Il est surtout connu pour avoir composé la bande originale de Fais-moi peur ! (48 des 91 épisodes). Il a également composé la musique pour des émissions produites par CINAR tels que Et voici la petite Lulu, Les Baskerville et Bêtes à craquer. Il a été quatre fois lauréat d'un prix de la SOCAN, catégorie « Télévision internationale ».

## Discographie
- 1977 : Diane Tell de Diane Tell[6]
- 1978 : Deux cents nuits à l'heure de Fiori Séguin
- 1978 : Migration de Zachary Richard
- 1978 : Olympia '78 de Diane Dufresne
- 1978 : Je cherche un monde de Couturier
- 1978 : J'me sens ben - Enregistrement Public à L'Olympia Vol. 2 de Diane Dufresne
- 1979 : Asteur qu'on est là.... de Édith Butler
- 1979 : Geneviève Paris de Geneviève Paris
- 1979 : Solide de Robert Charlebois
- 1981 : Voggue de Voggue
- 1981 : Pop Citrouille de Pop Citrouille
- 1982 : Alimentaire de Bill
- 1982 : Enregistrement public au Théâtre de la Porte-Saint-Martin de Carole Laure et Lewis Furey
- 1982 : Charade de Pauline Julien
- 1985 : Pauvre Casanova de Peter Pringle
- 1985 : De Starmania à aujourd'hui de Martine St-Clair
- 1986 : Follement vôtre de Diane Dufresne
- 1988 : I'm Your Man de Leonard Cohen
- 1991 : She Says Move On de Carole Laure
- 1992 : The Future de Leonard Cohen
- 1993 : I'll Always Be There de Roch Voisine
- 1993 : Morceaux choisis de Diane Tell
- 1994 : Coup de tête de Roch Voisine
- 1997 : Sentiments naturels de Carole Laure
- 1998 : Starmania Intégrale Live 98 (20ème Anniversaire) de Michel Berger et Luc Plamondon
- 2015 : Fading Frontier de Deerhunter

## Équipement
- E-mu Proteus 2 Orchestral pour Fais-moi peur !